# Carac
Carac – niewielkich rozmiarów szwajcarski wypiek przygotowywany z kruchego ciasta, czekolady, śmietany i zielonego lukru. 
Jest szczególnie popularny we francuskojęzycznej części kraju. Chociaż większość tych wypieków jest przygotowywana w małych rozmiarach, to można je również powiększyć na świąteczne spotkania, kiedy to podaje się je w plasterkach, tak jak zwykłe ciasta lub ciastka.
Pochodzenie karaku jest słabo poznane, ale wiadomo, że ciasto to było dostępne na początku XX wieku. Ciastko rzadko wyrabiano w domu, było natomiast popularne w cukierniach. Po II wojnie światowej wypiek pojawia się po raz pierwszy w technicznych podręcznikach cukierniczych dla studentów i profesjonalistów. Obecnie jest powszechnie dostępny w szwajcarskich cukierniach, gdzie z uwagi na atrakcyjny wygląd zewnętrzny, stanowi element dekoracyjny witryn.
Nazwa carac jest fonetycznie związana z wysokiej jakości gatunkiem kakao produkowanym w Wenezueli, której stolicą jest Caracas. 